# Fabiana Semprebom
Fabiana Semprebom (26 de mayo de 1984) es una modelo brasileña.

## Vida y carrera
Semprebom es de padre brasileño y madre estadounidense de ascendencia italiana. Es representada por la agencia Louisa Models, Supreme, Ford Models (Nueva York/LA), Mega Models (São Paulo), 1st Option Model Management (Copenhague), Women Management (Milán), Ford Models Europe (París). Fue descuberta por un cazatalentos en São Paulo mientras estaba de compras en un centro comercial.
En 2010 desfiló en el Victoria's Secret Fashion Show.